# 비행성
비행성(Flying qualities)은 성능과 시스템을 포함하는 비행 시험 과학의 세 가지 주요 체계 중 하나이다. 비행성에는 항공기의 안정성과 제어 특성에 대한 연구와 평가가 포함된다. 이는 비행의 안전과 안정된 비행 및 기동 시 항공기 제어의 용이성에 중요한 영향을 미친다.

## 안정성과의 관계
비행성을 이해하려면 안정성의 개념을 이해해야 한다. 안정성은 차량이 트림 상태일 때만 정의할 수 있다. 즉, 차량이 안정적인 비행에서 벗어나도록 하는 불균형한 힘이나 모멘트가 차량에 작용하지 않는다. 이러한 조건이 존재하고 차량이 방해를 받는 경우 안정성은 차량이 트림된 상태로 돌아가는 경향을 나타낸다. 차량이 처음에 다듬어진 상태로 돌아가는 경향이 있으면 정적으로 안정하다고 한다. 오버슛 없이 계속해서 잘린 상태에 접근하는 경우 해당 동작을 침하라고 한다. 움직임으로 인해 차량이 트림된 상태를 초과하게 되면 앞뒤로 진동할 수 있다. 이 진동이 감쇠되면 해당 모션을 감쇠 진동이라고 하며 차량이 동적으로 안정하다고 한다. 반면에 움직임의 진폭이 증가하면 차량은 동적으로 불안정하다고 한다.
비행기의 안정성 이론은 1904년 잉글랜드의 G. H. 브라이언(G. H. Bryan)에 의해 만들어졌다. 이 이론은 오늘날 항공학도들이 가르치는 이론과 본질적으로 동일하며, 브라이언이 이 이론을 개발할 당시 비행기에 탑승하지도 못했다는 점을 고려하면 놀라운 지적 성취였다. 라이트 형제의 첫 비행 소식을 들었다. 이론이 복잡하고 이를 사용하는 데 필요한 지루한 계산으로 인해 비행기 설계자는 거의 적용하지 않았다. 분명히, 조종사가 없는 비행기가 성공적으로 비행하려면 역학적으로 안정적이어야 했다. 라이트 형제가 조종한 비행기와 그 이후 비행한 대부분의 비행기는 안정적이지 않았지만 시행착오를 거쳐 설계자들은 만족스러운 비행성을 갖춘 몇 대의 비행기를 개발했다. 그러나 다른 많은 비행기들은 비행성이 좋지 않아 때때로 충돌이 발생했다.
조종성(handling qualities)은 조종사가 비행 작업을 수행할 수 있는 용이성과 정확성을 제어하는 비행체의 특성이다. 여기에는 인간-기계 인터페이스가 포함된다. 특정 차량 요소가 비행성에 영향을 미치는 방식은 항공기에서 수십 년 동안 연구되어 왔으며 고정익 항공기와 회전익 항공기 모두의 비행성에 대한 참조 표준이 개발 되어 현재 일반적으로 사용되고 있다. 이러한 표준은 주어진 차량 유형 및 비행 작업에 대해 우수한 조종성을 제공하는 역학 및 제어 설계 공간의 하위 집합을 정의한다.